# ディエゴ・マテオ
ディエゴ・マテオ・アルスティーサ（Diego Mateo Alustiza, 1978年8月7日 - ）は、アルゼンチン・サンタフェ州ロルダン出身の元サッカー選手。現役時代のポジションはミッドフィールダー。

## 経歴
2009年にニューウェルズ・オールドボーイズへ復帰し、以降リーグ戦100試合以上に出場した。2016年末を以て現役生活に終止符を打った。

## タイトル
ニューウェルズ
- プリメーラ・ディビシオン : 2013フィナール